# Acentuación del idioma español
En la ortografía del español, la acentuación o tildación es el uso del acento ortográfico o tilde en la escritura de este idioma. Para esa función, el español utiliza el símbolo conocido como «acento agudo», que se coloca superpuesto a la letra vocálica nuclear de aquella sílaba que debe recibir tilde. Las reglas de acentuación gráfica o reglas de tildación indican cuándo tildar una palabra escrita, y tiene como propósito principal marcar la sílaba tónica en posiciones diferentes a lo esperado, así como distinguir cerca de veinte grupos de palabras homófonas comunes. Las palabras pueden recibir como máximo un único acento ortográfico. Las reglas de tildación específicas más utilizadas como referencia son las prescritas por la Real Academia Española (RAE) y la Asociación de Academias de la Lengua Española (ASALE), cuya última edición es de 2010.
El acento léxico es la mayor prominencia con que se pronuncia la sílaba tónica de una palabra polisílaba cualquiera (de forma aislada) y de una monosílaba (si se encuentra dentro de su contexto). Acústicamente, es una combinación de intensidad, tono y duración de la vocal. Este tipo de acento se encuentra en todas las palabras polisílabas y puede servir para diferenciar palabras según la sílaba sobre la que se encuentre (en negrita la sílaba tónica): público (esdrújula), publico (grave) y publicó (aguda). El español posee más palabras llanas o graves (un 80 %) que agudas (un 16 %), y más agudas que esdrújulas (menos de un 4 %).[cita requerida] Las reglas de acentuación vigentes permiten reconocer la sílaba tónica y el acento léxico de una palabra según esta lleve o no acento ortográfico (tilde), y en dónde lo lleve. 
De acuerdo con la ASALE, las letras mayúsculas están sujetas a las normas de acentuación gráfica y deben recibir la tilde cuando corresponda.

## Reglas generales de acentuación
Según la posición de la sílaba tónica (de mayor entonación) dentro del vocablo, se distinguen cuatro posibilidades de acentuación. Lo habitual es que las palabras del castellano tengan la sílaba tónica en la última, antepenúltima o penúltima sílaba. Las reglas de uso del acento ortográfico o tilde están establecidas para conocer la sílaba tónica en los casos en que se encuentra en una posición diferente de la esperable según la regla general o para diferenciar palabras idénticas, pero con distinto significado. En castellano, existen palabras con un acento y con dos acentos; en el caso de las reglas de acentuación, estas se aplican únicamente a las palabras con un acento, por lo tanto, los adverbios terminados en -mente no entran en esta clasificación por tener dos acentos.

### Palabra aguda u oxítona
Es aquel vocablo cuya acentuación fonética recae en la última sílaba. El porcentaje de palabras agudas en el léxico castellano es inferior solamente al de los vocablos graves, que son la mayoría. Normalmente son agudas las palabras que terminan en consonante, excepto -n o -s, por ejemplo, «vivir», «nogal», «avestruz» o «reloj». Por lo tanto, llevan acento ortográfico las palabras agudas que terminan en vocal o en las consonantes -n o -s precedidas de vocal. Ejemplos: sofá, camión, además. No llevan tilde las palabras agudas acabadas en más de una consonante, como sucede con robots.

### Palabra llana, grave o paroxítona
Es aquella palabra en que la mayor fuerza de voz recae en la penúltima sílaba. La mayor parte del léxico del castellano está compuesto por palabras llanas y estas en su mayoría terminan en -n, -s o en vocal, tales como hombre, caminas o suben. El acento ortográfico lo llevan las palabras llanas que terminen en una consonante distinta de -n o -s precedida de vocal o en más de una consonante seguida. Ejemplos: débil, lápiz, látex, bíceps, fértil.

### Palabra esdrújula o proparoxítona
Es aquella palabra cuya acentuación fonética recae en la antepenúltima sílaba. En el español todas las palabras esdrújulas son excepcionales y por eso siempre llevan acento ortográfico en la vocal donde recae la acentuación. Algunos ejemplos de palabras esdrújulas son: teléfono, árboles, esdrújulo.

### Palabra sobresdrújula o superproparoxítona
Es aquella palabra cuya acentuación fonética recae en la sílaba anterior a la antepenúltima. Las palabras sobreesdrújulas, al igual que las esdrújulas, siempre llevan acento ortográfico. Se trata únicamente de formas verbales con pronombres enclíticos: tráiganosla, gíratelo.

## Casos especiales
Existen diversos casos que no se ajustan a las reglas generales:

### Adverbios terminados en-mente
En el caso de adverbios creados a partir de adjetivo con el sufijo -mente, solo se acentuarán si el adjetivo lleva la tilde por sí solo. Por ejemplo, la palabra fríamente lleva tilde puesto que el adjetivo del que está formada (frío) también la lleva; sin embargo, efectivamente no la lleva,  ya que tampoco la tiene efectivo.

### Monosílabas
Por regla general, las palabras monosílabas no se acentúan. La única excepción es el caso en el que lleven tilde diacrítica.

### Diptongos
Un diptongo es un conjunto de dos vocales que se escriben juntas y se pronuncian en una misma sílaba.
La Real Academia Española (RAE) distingue tres supuestos:
- Cuando concurren vocales abiertas y cerradas y la sílaba tónica cae en la vocal cerrada: siempre llevan tilde (formándose un hiato) y no se siguen las reglas de acentuación generales (que distinguen entre esdrújulas, llanas y agudas y monosílabos, que no llevan tilde como regla general). Ejemplos: amaría, Raúl, oído, búho, sabíais.

- Cuando concurren vocales abiertas y cerradas y la sílaba tónica recae en la vocal abierta: solo llevan tilde si esta corresponde de acuerdo a las reglas de acentuación generales (que distinguen entre esdrújulas, llanas y agudas y monosílabos, que no llevan tilde como regla general). Ejemplos: varió, comió; piano, diario, desviado, fiel, miel.

- Cuando concurren dos vocales cerradas (en cuyo caso siempre hay diptongo ortográfico, no necesariamente en la lengua hablada): solo llevan tilde si esta corresponde de acuerdo a las reglas de acentuación generales (que distinguen entre esdrújulas, llanas y agudas y monosílabos, que no llevan tilde como regla general). Ejemplos: atribuí; distribuido, atribuir, muy, fue.

La RAE dice que los vocablos cuento (cuen.to) y cruento (cru.en.to) demuestran que la función de la tilde no es la de marcar qué palabras forman hiato y cuáles diptongo. Si esa fuera su función, deberíamos escribir *cruénto. Del mismo modo se han de escribir sin tilde tanto miel (palabra monosilábica en la que el énfasis cae en el grupo vocálico ie) como riel (palabra bisilábica en la que el énfasis cae en la vocal e).
Por lo dicho, debe quedar claro que la tilde no marca el énfasis, sino algo distinto: para la RAE, el acento ortográfico solo marca en qué sílaba ha de recaer el énfasis. Así ocurre en las palabras batería (ba.te.rí.a), hastío (has.tí.o) y confíe (con.fí.e). La tilde nos sirve para no decir *ba.te.ria , *con.fie  o *has.tio.
Para la RAE, la palabra huir es formalmente tanto un monosílabo como un bisílabo, pero en el norte de España se pronuncia de forma muy generalizada en dos sílabas *hu-ír (bisílaba); el vocablo, rehuir, tanto un bisílabo como un trisílabo según la RAE, se suele pronunciar en tres (por lo menos en el norte de España): *re-hu-ír. La RAE no ve la necesidad de la tilde, por entender que todas esas pronunciaciones son válidas y que debe regir un principio de economía lingüística (con la idea de no llenar de tildes antiestéticas un texto).
La letra h, al no tener sonido, no impide la formación de diptongos: desahuciar, rehilar.
La y final forma diptongos y triptongos, pero nunca se pondrá tilde en los mismos, puesto que se considera consonante: convoy, Eloy, Uruguay, Paraguay, virrey, Valderaduey.

### Triptongos
Un triptongo es un conjunto de tres vocales que se escriben juntas y se pronuncian en una misma sílaba. Al igual que los diptongos, los triptongos solo se acentúan si las reglas generales lo indican. En ese caso, la tilde se coloca siempre en la vocal abierta (a, e, o): averigüéis.
Si en una palabra hay tres vocales juntas y se tilda una cerrada (i, u) ya no es triptongo, sino un hiato seguido por un diptongo: decíais.

### Hiatos
Un hiato se produce por dos vocales que se escriben juntas, pero que pertenecen a sílabas distintas. Los hiatos siguen, casi siempre, las normas generales de la acentuación: caótico, zoólogo, héroe; pero hay un caso especial llamado acento dierético que no sigue las normas generales. En este caso siempre se acentúa la vocal cerrada (i, u) para deshacer el diptongo: país, día, María.
Un ejemplo de hiatos con tilde que no siguen las normas generales son los infinitivos terminados en -eir y -oir, que llevan siempre tilde en la i para deshacer el diptongo: reír, freír, oír, desoír; sin embargo, no llevan tilde los infinitivos terminados en -uir, puesto que este caso se trata de diptongos y se aplican las reglas generales: huir, derruir, atribuir, sustituir, distribuir.

### Layy laü
La letra y, a los efectos de las reglas de acentuación, se considera consonante por norma general. En algunos nombres con ortografía arcaica, la y equivale a una i tónica, que, según la Ortografía del 2010, llevará tilde si las normas de acentuación lo piden. Estos apellidos también pueden aparecer grafiados con i tildada: Comýn/Comín, Monteserýn/Monteserín, Aýna/Aína, Laýna/Laína, Ýñigo/Íñigo. Hasta la Ortografía del 2010 no había norma al respecto y lo normal era no añadir tilde. Cuando la forma arcaica o tradicional lleva una y átona, su presencia no tiene implicaciones a efectos de la acentuación: Aymerich, Yrigoyen.
La u de las agrupaciones gue y gui solo se considera vocal si lleva diéresis. En ese caso, va siempre sin tilde, como en antigüedad o güito, pues en español no se da ningún caso en el que sean necesarias las secuencias gúe y gúi. El plural de palabras como ambigú (un préstamo del francés) se forma agregando -s, no -es: ambigús.

### Tabla resumen de diptongos, triptongos e hiatos
| | ¿Pertenece a la misma sílaba? | Características                                            | Acentuación                       | Ejemplos                                                                                    |
| --- | ----------------------------- | ---------------------------------------------------------- | --------------------------------- | ------------------------------------------------------------------------------------------- |
| Triptongo | Sí                            | Tres vocales: dos cerradas y, en medio, una abierta tónica | Regla general de acentuación      | Apreciáis, miau, confiéis                                                                   |
| Diptongo | Sí                            | Dos vocales cerradas distintas                             | Regla general de acentuación      | Cuidado, gratuito, jesuítico, veintiún, acuífero (6)                                        |
| Diptongo | Sí                            | Vocal abierta(1) y vocal cerrada átona (2)                 | Regla general de acentuación      | Ahijado(3), aula, peine, función, guion, truhan, justicia, voy(4), miedo, cruel, cigüeña(5) |
| Hiato | No                            | Vocales iguales                                            | Regla general de acentuación      | Poseer, chiita, chií, alcohol                                                               |
| Hiato | No                            | Vocales abiertas distintas                                 | Regla general de acentuación      | Petróleo, golpear, cohete, etéreo                                                           |
| Hiato | No                            | Vocal abierta átona y vocal cerrada tónica (2)             | Siempre se tilda la vocal cerrada | Prohíbe, río, comía, búho                                                                   |
| Notas: - Las vocales abiertas son a, e, o. - Las vocales cerradas son i, u. - (1) Puede ser átona o tónica. - (2) El orden de las vocales puede ser inverso. - (3) La h intercalada no impide la formación de diptongos e hiatos. - (4) La y se considera vocal si suena como i. - (5) La ü se considera vocal. - (6) En los diptongos formados por dos vocales cerradas, la tilde se coloca sobre la segunda vocal, |                               |                                                            |                                   |                                                                                             |

## Tilde diacrítica
La tilde diacrítica distingue algunas palabras con diferentes categorías gramaticales, pero que se escriben igual (palabras homófonas). En general, las palabras diferenciadas con tilde diacrítica son tónicas, mientras que las correspondientes palabras sin tilde son átonas, aunque hay algunas excepciones a esta regla.
Ejemplos:
- Para diferenciar entre un artículo y pronombre:
  - el perro
  - El perro lo tiene él.
- Para diferenciar entre significados:
  - Ya se lo he dicho.
  - Ya lo sé (primera persona del presente del verbo saber).
- Para diferenciar entre enunciativas e interrogativas/exclamativas:
  - ¿Cómo lo has hecho?
  - Lo he hecho como me dijiste.

### Lista de palabras con tilde diacrítica
- aún (cuando es sinónimo de todavía): «Aún no ha venido a casa», «Ella sabe aún más que yo», «Pedro es aún mejor que Vicente», «Juan es más complicado aún que ella», «Es mejor aún de lo que esperaba», «Aún enfermo, aprobó» [todavía enfermo].
- aun (cuando es sinónimo de incluso): «Aun sin tu permiso, iré a verte», «Aun así, no reacciona», «Aun estudiando, no apruebo», «Aun [incluso] enfermo, aprobó».

- cómo (pronombre interrogativo o exclamativo): «¿Cómo lo haces?», «No me dijo cómo lo hacía».
- como (conjunción con varios sentidos, de comparación, equivalente a dado que, etc.): «Como no me dijo su nombre, lo ignoro», «Esto es como aquello».

- cuál (pronombre interrogativo o exclamativo): «¿Cuál escoges?», «decide cuál escoger».
- cual (pronombre relativo precedido por artículo): «Juan, al cual ya conoces, es amigo mío» (en este caso, aunque no lleva tilde diacrítica, es un pronombre tónico).
- cual (equivale a como en ciertas frases, en lenguaje literario): «Caminaba cual lobo al acecho».

- cuán (adverbio de modo exclamativo): «¡Cuán gritan esos ruidosos!»
- cuan (adverbio correlativo, infrecuente, usado en coordinación con tan): «El premio será tan grande cuan bueno sea el resultado».

- cuándo (pronombre interrogativo o exclamativo): «¿Cuándo vienes?», «Necesito saber cuándo vienes».
- cuando (conjunción temporal): «Voy cuando puedo».

- cuánto (pronombre interrogativo o exclamativo): «¡Cuánto has crecido!», «Dime cuánto tienes».
- cuanto (equivale a tanto como): «Come cuanto quieras».

- dé (presente de subjuntivo o imperativo del verbo dar): «Quiero que nos dé su opinión de eso», «¡Dé usted su opinión!».
- de (preposición): «Llegó el hijo de mi vecina».

- dónde (pronombre interrogativo o exclamativo): «No sé dónde vives».
- donde (conjunción): «Colócalo donde quieras».

- él (pronombre personal): «Él llegó primero».
- el (artículo): «El premio será para ti».

- más (adverbio de cantidad): «Todos queremos más».
- mas (sinónimo de pero): «Volveremos, mas no sé cuándo».

- mí (pronombre personal): «Vienen detrás de mí».
- mi (adjetivo posesivo): «Mi novia es la más guapa».

- por qué (interrogativo o exclamativo): «¿Por qué no te callas?», «No sé por qué me lo pregunta», «¡Por qué te haré caso!».
- porque (da razón de algo, por causa de que): «Vine porque te vi llorar».
- porqué (sustantivo, se puede reemplazar por «motivo»): «No sabemos el porqué de algunas cosas».
- por que (cuando el que es relativo): «Las calles por que [= por las que] vienes son peligrosas».

- qué (pronombre interrogativo o exclamativo): «¿Qué quieres?», «No sé qué quieres», «¡Qué grande es!»
- que (conjunción/pronombre relativo): «Me dijo que sí», «El hombre que vino ayer».

- quién (pronombre interrogativo o exclamativo): «¿Quién llama?», «Dime quién es el que llama».
- quien (pronombre relativo): «Quien lo sepa que hable».

- sé (imperativo del verbo ser/presente de indicativo del verbo saber): «Sé tú misma en todo momento, aunque sé que a veces te costará».
- se (pronombre): «Se puede ser como te digo».

- sí (adverbio): «Sí, puede ser».
- sí (pronombre): «Se dijo para sí».
- si (condicional): «Si tú lo dices, así será».
- si (sustantivo): «La obra maestra de Francisco Santiago fue el Concierto para piano y orquesta en si bemol menor».

- té (sustantivo): «Tomaremos un té».
- te (pronombre): «Te dije que te ayudaría».

- tú (pronombre personal): «Tú tendrás futuro».
- tu (adjetivo posesivo): «Tu futuro no está escrito».

### Palabras donde se debe prescindir de la tilde diacrítica
- este, esta, estos, estas, ese, esa, esos, esas, aquel, aquella, aquellos, aquellas. Estas palabras pueden funcionar como determinante demostrativo (antes llamado adjetivo demostrativo) o como pronombre demostrativo. Hasta 2010 se debían tildar cuando tenían función de pronombre. Obsérvese que esto, eso, aquello —que solo pueden ser pronombres— nunca se tildan.
- solo. Puede funcionar como adjetivo o como adverbio. Hasta 2010 se debía tildar cuando tenía función de adverbio, pero actualmente se desaconseja la tilde y se prefiere utilizar los sinónimos solamente o únicamente. Ejemplos:
  - «A Tomás le gusta estar solo» (adjetivo).
  - «Metió solamente un gol» (adverbio).

Hasta la publicación de la Ortografía de la RAE y la Asociación de Academias de la Lengua Española de 2010 se tomaba en cuenta la ambigüedad en esas palabras con el uso de tilde diacrítica, pero a partir de su publicación esto ya no se toma en consideración. Todos los demostrativos y el término «solo» pueden escribirse sin tilde. Textualmente se señala:

... ya que tanto el adjetivo solo como los determinantes demostrativos son palabras tónicas, lo mismo que el adverbio «solo» y los pronombres demostrativos, a partir de ahora se podrá prescindir de la tilde en estas formas incluso en casos de doble interpretación.
Ortografía, 2010, pág. 269.

## Acentuación de las letras mayúsculas
Las vocales, por el hecho de ir en mayúscula, tanto en mayúscula inicial como en mayúsculas seguidas, no quedan exentas de llevar tilde u otros signos diacríticos: LINGÜÍSTICA, Ángel, PARÍS, exceptuando el caso de la tipografía de los grafemas i y la j mayúscula (J, I) con el signo diacrítico auxiliar acento gráfico punto, los cuales no son considerados signos diacríticos independientes cuando están en minúsculas, pero algunas tipografías lo excluyen cuando están en mayúsculas. Tampoco se omite en las abreviaturas de nombres de persona: M. Á. (Miguel Ángel).
Solo las siglas escritas íntegramente en mayúsculas no llevan nunca tilde, ni siquiera cuando la letra en la que recae el acento léxico de la sigla es la inicial de una palabra que se acentúa gráficamente en la expresión desarrollada. Así, la sigla de la Red Nacional de los Ferrocarriles Españoles se escribe RENFE  (no RÉNFE, incluso si estuviera en minúsculas no llevaría acento pues es grave y termina en vocal). No obstante, se debe tener en cuenta que los acrónimos lexicalizados —las siglas que por su carácter pronunciable se han incorporado al léxico general como nombres comunes o propios— se someten, como cualquier otra palabra, a las reglas de acentuación gráfica; por lo tanto, llevarán tilde cuando les corresponda, tanto si se escriben en minúsculas como si aparecen enteramente en mayúsculas: Intermón, INTERMÓN, módem, MÓDEM, euríbor, EURÍBOR. Como es natural, al haber abandonado su condición original de siglas, se regirán por las normas generales de uso de mayúsculas y minúsculas, es decir, solo se escribirán enteramente en mayúsculas por las mismas razones que el resto de las palabras.

## Otros casos

### Laoentre números
La o entre números en ningún caso debe tildarse. Anteriormente se tildaba cuando estaba entre números para no confundirla con el cero, pero actualmente se considera que el riesgo de confusión es mínimo y se escribe 1 o 3, 52 o 26, por ejemplo. Recuérdese que ante un número cuyo nombre empieza por o se convierte en u, como en 79 u 80 (setenta y nueve u ochenta).

### Acentuación de las palabras compuestas
Uno de los problemas en el buen uso de la tilde lo presentan las palabras compuestas. Por lo general, solo lleva tilde la última palabra del compuesto si lo exige la norma. Sin embargo, la primera palabra la pierde al unirse a la segunda, pues al formarse una nueva palabra esta debe obedecer a la norma que rige su uso: décimo + séptimo = decimoséptimo. Si la primera palabra va separada de la siguiente por un guion, la tilde se conserva como si de dos palabras simples se tratase: físico-química.
Los adverbios que se forman a partir de un adjetivo femenino agregando el sufijo -mente llevan tilde si el adjetivo sobre el que se formaron la lleva. Los que se forman a partir de adjetivos sin tilde son palabras esdrújulas o sobreesdrújulas, pero no llevan tilde. Así, de veloz sale velozmente y de rápida sale rápidamente. (Nótese que estos adverbios siempre tienen, además, acento léxico secundario en la primera e de -mente, pero este no se refleja en la ortografía).
A partir de la Ortografía académica de 1999, las formas verbales a las que se les añade un pronombre se rigen por las reglas generales: reírse lleva tilde por haber hiato y bébelo por ser esdrújula.

### Acentuación de palabras extranjeras
- Los préstamos y neologismos que adaptan su grafía y fonética al castellano se acentúan siguiendo las reglas de acentuación generales, aunque no llevaran tilde en la lengua de origen: bidé, láser.

- En general, a los nombres propios extranjeros no se les añade acento gráfico que en su origen no tengan: Wagner (no Wágner). Si el nombre se ha adaptado a la pronunciación y la escritura del español pueden acentuarse. Este caso se da sobre todo con nombres transcritos de otras escrituras, los personajes de la Antigüedad o los reyes y santos: Tolstói (transcrito del ruso), Platón (de la Antigüedad), Abderramán (nombre tradicional en castellano de ʿAbd al-Raḥmān), Tomás Moro (nombre tradicional en castellano de Thomas More).

- Los topónimos que ya están acuñados en castellano o adaptados a su fonética ya no son tratados como extranjeros, por lo que se acentúan siguiendo las reglas generales: París, Támesis, Afganistán.

- Las palabras latinas utilizadas corrientemente en español y que en su forma se ajustan al sistema ortográfico del español deben someterse a las reglas de acentuación: tedeum, referéndum, memorándum, ídem, fórum. Por el contrario, las locuciones latinas se consideran extranjerismos y por tanto van sin tilde y en cursivas: curriculum vitae, ad infinitum, sui generis, habeas corpus, alma mater.